# گوزگان
گوزگان یا جوزجان منطقه‌ای تاریخی و شاهزاده‌نشینی در اوایل قرون وسطی در افغانستان امروزی بود. در سال ۹۰ هجری، نیزک بادغیس، ترسل‌شاه فاریاب همراه با گوزگان شاه گوزگانان، اسپهبد بلخ، سهرک‌شاه طالقان، تگین شاه کابل و جیغویه شاه تخارستان علیه قتیبه بن مسلم قیام کردند تا او را از ولایتداری خراسان بر اندازند.